# 大內克普拉扎 (紐約州)
大內克普拉扎（英語：Great Neck Plaza）是位於美國紐約州拿騷縣的村。

## 人口
根據2020年美國人口普查的數據，大內克普拉扎的面積為0.81平方千米，皆為陸地。當地共有人口7482人，而人口密度為每平方千米9,237人。